# Simsen (Gattung)

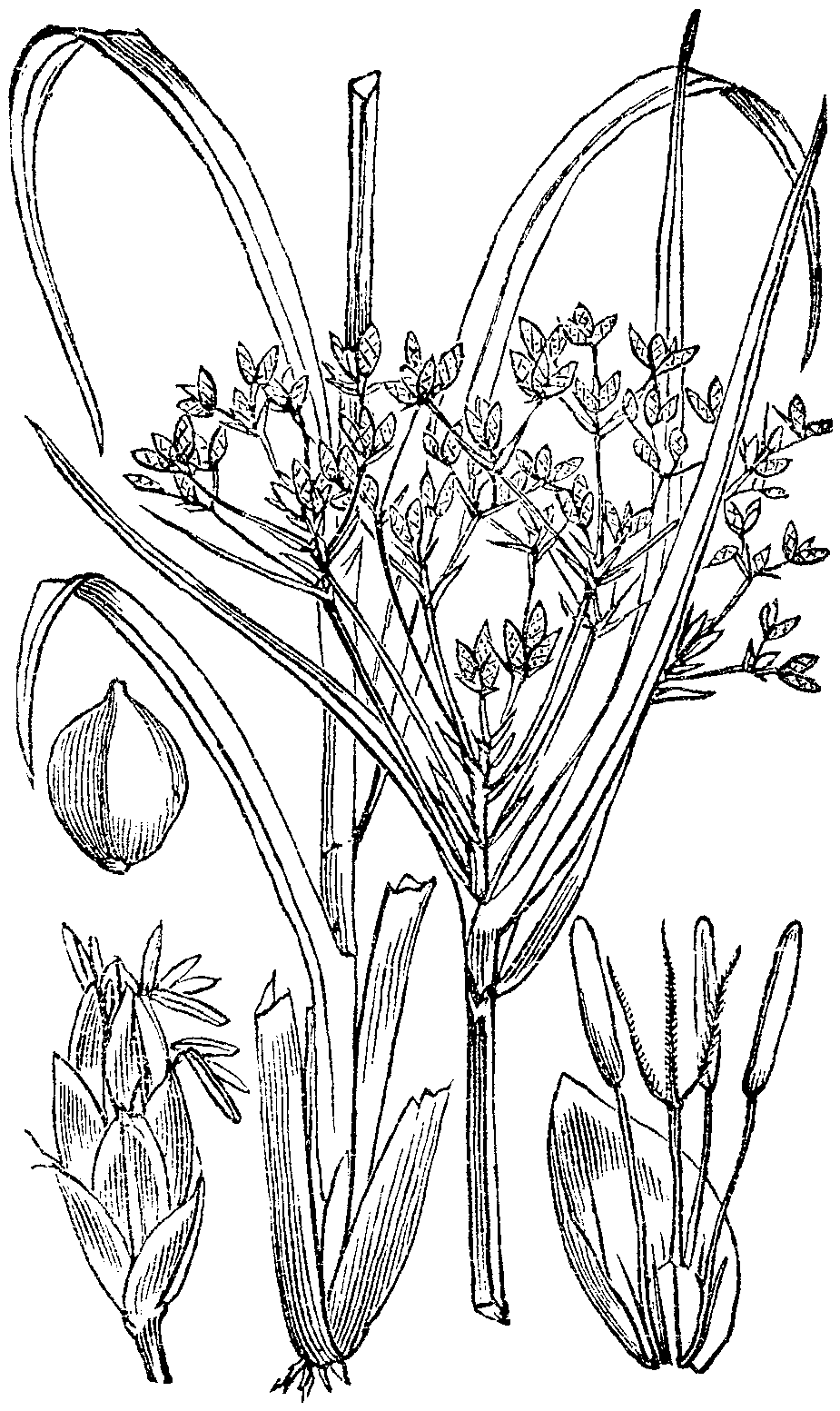
Illustration der Wald-Simse (Scirpus sylvaticus)

Die Simsen (Scirpus, Einzahl: Simse) ist eine Pflanzengattung, die zur Familie der Sauergrasgewächse (Cyperaceae) gehört. In Österreich wird diese Gattung „Waldbinse“ genannt. Scirpus ist der Name der Binse bei den Römern. Beim römischen Komödiendichter Terenz findet sich die Redensart nodum in scirpo quaerere („Stengelknoten auch an der Binse suchen“), also Schwierigkeiten suchen, wo keine sind.

## Beschreibung

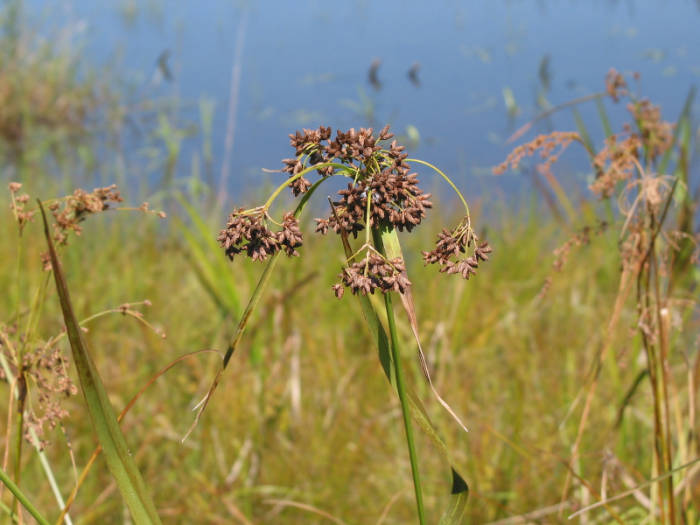
Scirpus ancistrochaetus

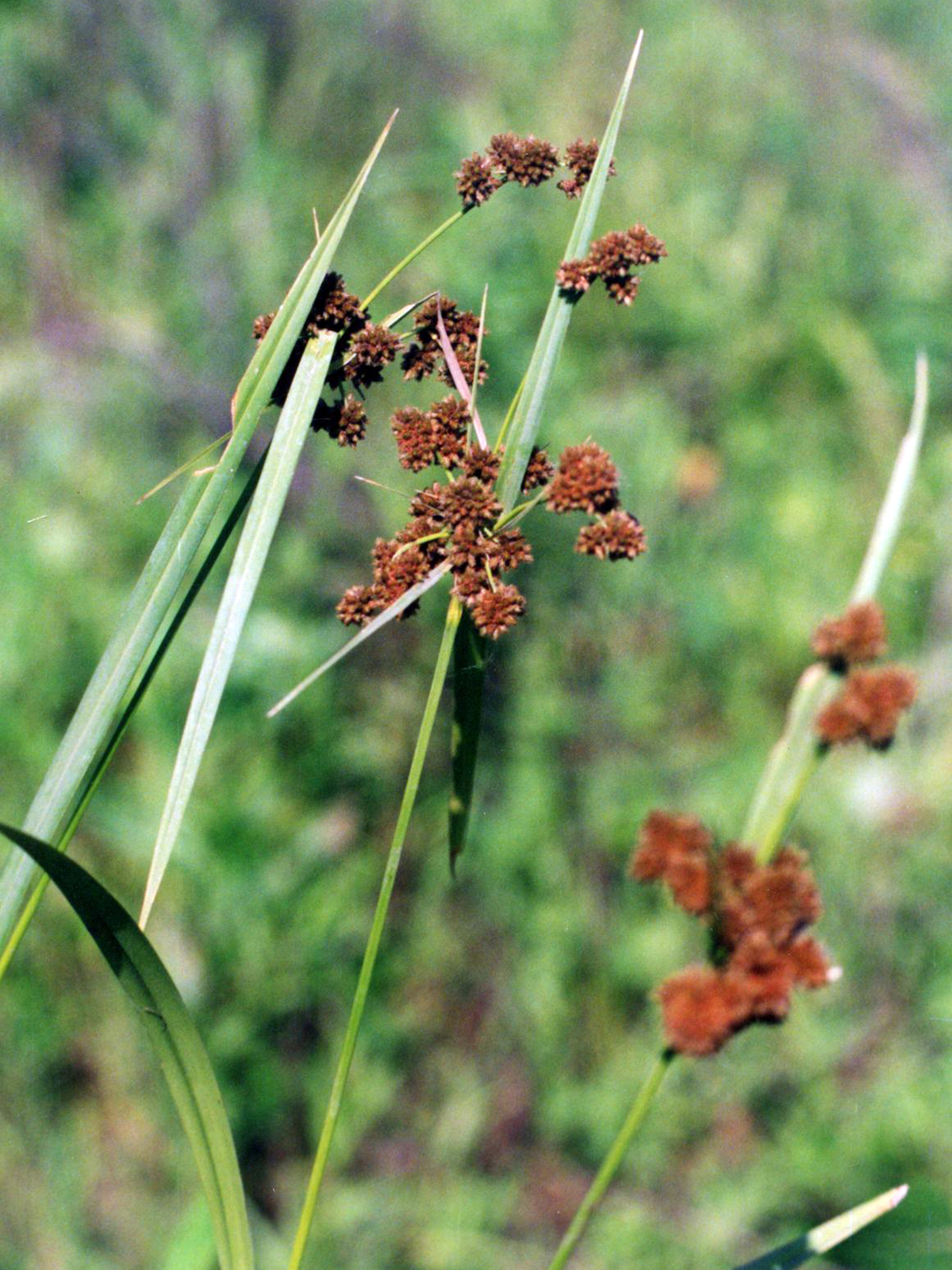
Scirpus atrovirens

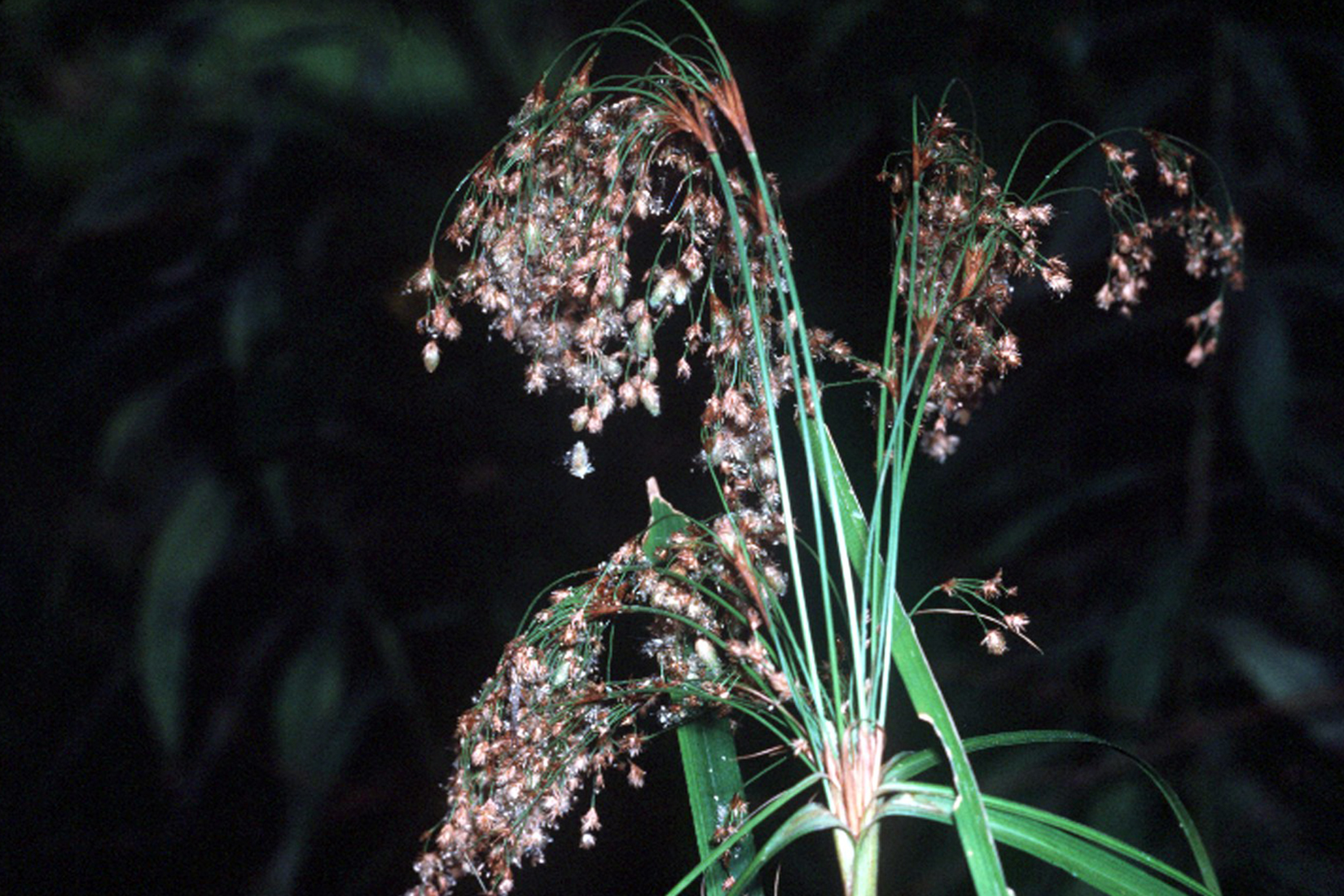
Zypergras-Simse (Scirpus cyperinus)

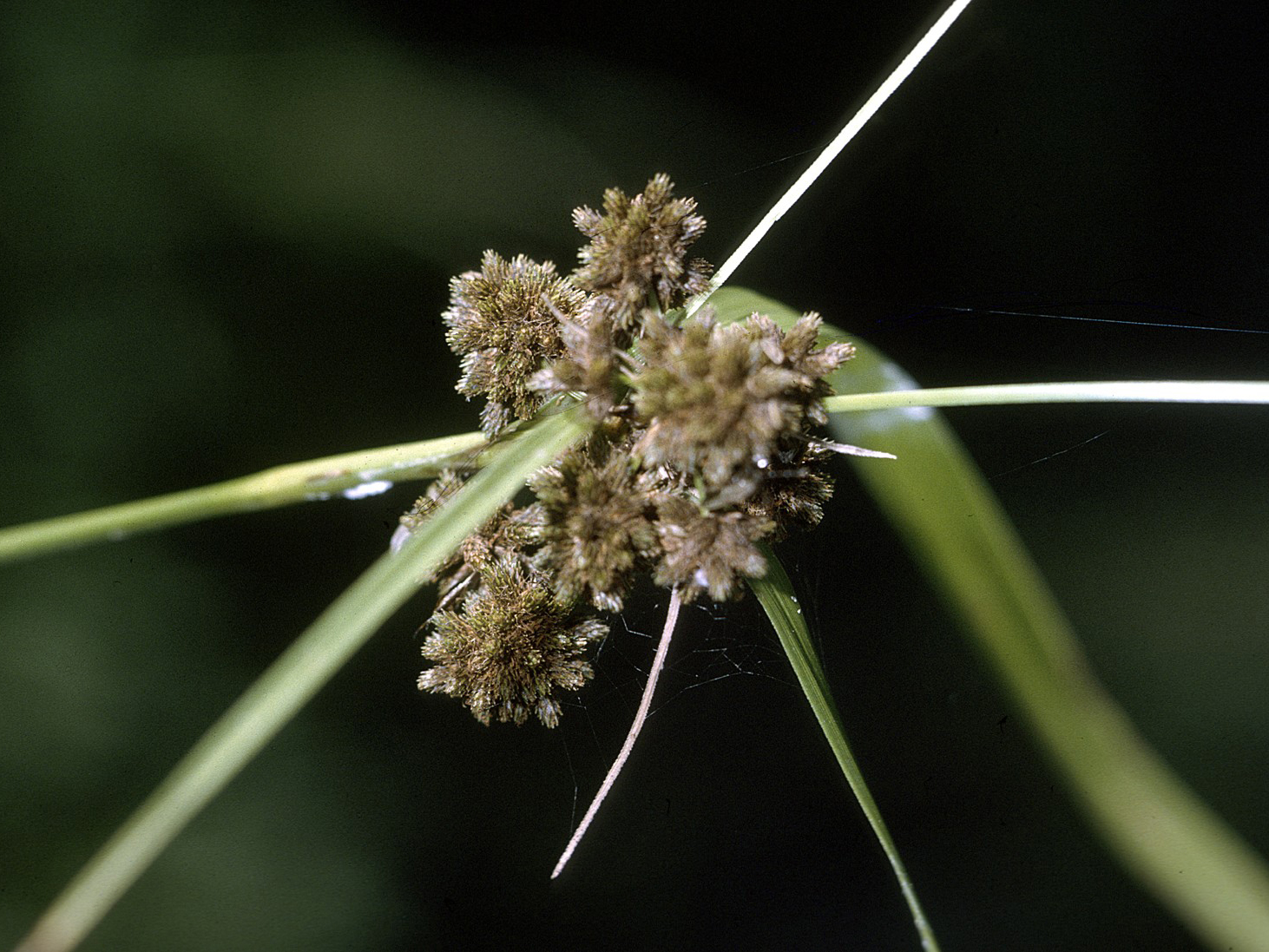
Schwarzgrüne Simse (Scirpus georgianus)

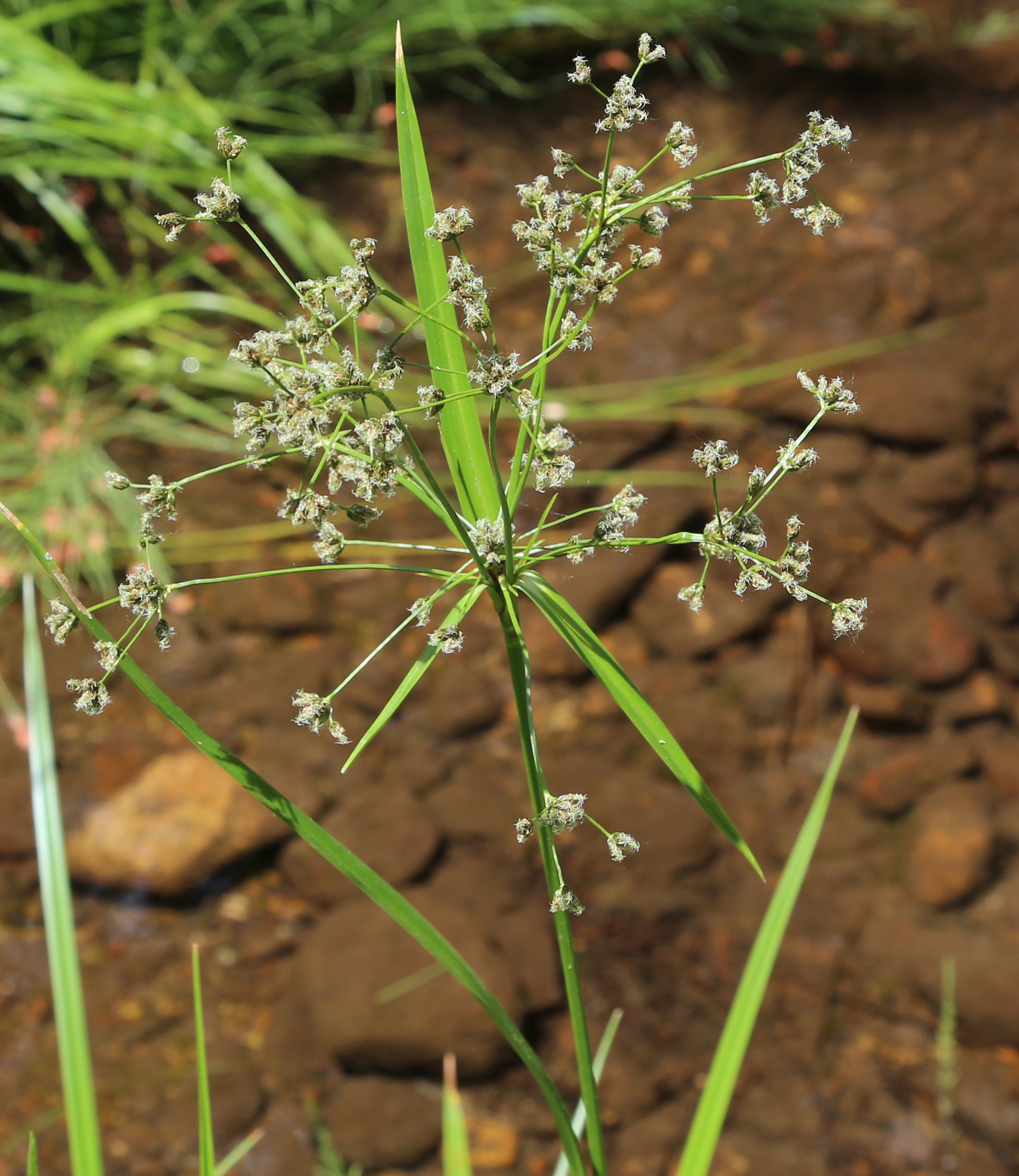
Scirpus microcarpus

Die Scirpus-Arten wachsen als ausdauernde krautige Pflanzen, die je nach Art Wuchshöhen von 30 bis 200 cm erreichen. Einige Arten bilden Rhizome aus. Die Halme stehen einzeln bis vielen zusammen. Die Halme sind meist dreikantig und die Blätter sind meist dreizeilig angeordnet. Die Laubblätter stehen in grundständigen Rosetten zusammen oder sind am Halm verteilt. Die Form der Blätter ist grasartig. Die Blattspreiten weisen je nach Art eine Länge von 11 bis 80 cm und eine Breite von 0,3 bis 2,3 cm auf. Es sind meist Blatthäutchen (Ligulae) vorhanden.
Die meist endständigen, manchmal in ein bis drei Blattachseln seitlich stehenden, meist verzweigten Blütenstände sind fast doldig, korymbos bis rispig. Sie enthalten 50 bis 500 Ährchen, mit meist drei blattähnlichen Hochblättern. Der Durchmesser der Ährchen ist meist kleiner als 3,5 (bis 5) mm mit 10 bis 50, spiralig angeordneten Schuppen. Die unteren Tragblätter sind größer oder gleich groß als die oberen. Über jedem unbehaarten schuppenförmigen Deckblatt befindet sich eine Blüte. Die Blüten sind zwittrig. Die Blütenhülle besteht aus meist drei bis sechs Borsten oder fehlt selten. Die Borsten sind gerade oder stark gedreht, glatt, verschieden gezähnt oder bärtig, fein rückwärts behaart, oder rau. Es sind ein bis drei Staubblätter vorhanden. Der Griffel ist selten zwei-, meist dreiästig.
Die dreikantigen, bikonvexen oder plano-konvexen Achänen sind 0,6 bis 1,8 mm groß und flaumig behaart. Die Borsten umgeben auch noch die reifen Achänen und können kürzer oder viel länger als diese sein; sie dienen der Verbreitung der Achänen.

## Systematik
Der Gattungsname Scirpus wurde 1753 von Carl von Linné in Species Plantarum, Band 1, S. 47 veröffentlicht.
In den letzten Jahrzehnten ist ein Großteil der früher zur Gattung Scirpus zählenden Arten in mehrere selbständige Gattungen überführt worden (vgl. beispielsweise Bolboschoenus, Blysmus, Dracoscirpoides, Isolepis, Schoenoplectiella, Schoenoplectus, Scirpoides, Trichophorum). Derzeit umfasst die Gattung Scirpus 35 bis 65 Arten.
Arten der Gattung Scirpus nach R. Govaerts
- Scirpus ancistrochaetus Schuyler: Südöstliches Kanada bis Virginia.[3]
- Scirpus angustisquamis Beetle: Südliches Chile.[3]
- Scirpus atrocinctus Fernald: Kanada bis nördliche USA.[3]
- Scirpus atrovirens Willd.: Kanada bis USA.[3]
- Scirpus chunianus Tang & F.T.Wang: Südöstliches China bis Hainan.[3]
- Scirpus colchicus Kimer.: Kaukasus.[3]
- Scirpus congdonii Britton: Westliche USA.[3]
- Zypergras-Simse (Scirpus cyperinus (L.) Kunth): Kanada bis USA, östliches Mexiko.[3] Sie ist in Deutschland in Einbürgerung (Bad Bentheim, Berlin-Brandenburg) und kommt in Mitteleuropa unbeständig in Sachsen-Anhalt und in den südlichen Niederlanden vor.[4]
- Scirpus dialgamensis Majeed Kak & Javeid: Westlicher Himalaja.[3]
- Scirpus dichromenoides C.B.Clarke: Venezuela.[3]
- Scirpus diffusus Schuyler: Kalifornien.[3]
- Scirpus divaricatus Elliott: Missouri bis südöstliche USA.[3]
- Scirpus expansus Fernald: Östliches Kanada bis östliche USA.[3]
- Scirpus filipes C.B.Clarke: Südöstliches China. Mit zwei Varietäten.[3]
- Scirpus flaccidifolius (Fernald) Schuyler: Virginia bis North Carolina.[3]
- Scirpus fragrans Ruiz & Pav.: Peru.[3]
- Scirpus fuirenoides Maxim.: Nördliches Korea, Honshu, Kyushu.[3]
- Schwarzgrüne Simse (Scirpus georgianus R.M.Harper): Östliches Kanada bis zentrale und östliche USA.[3] Sie kommt in Mitteleuropa selten und eingebürgert in Deutschland (Bayern, Hessen, Rheinland-Pfalz und Nordrhein-Westfalen) vor.[4]
- Scirpus hainanensis S.M.Huang: Südöstliches China bis Hainan.[3]
- Scirpus hattorianus Makino: Östliches Kanada und USA.[3]
- Scirpus huae T.Koyama: Guangxi.[3]
- Scirpus karuisawensis Makino: China, Korea und Japan.[3]
- Scirpus kimsonensis N.K.Khoi: Vietnam.[3]
- Scirpus kunkelii Barros: Zentrales Peru.[3]
- Scirpus lineatus Michx.: Südöstliche USA.[3]
- Scirpus longii Fernald: Südöstliches Kanada bis nordöstliche USA.[3]
- Scirpus lushanensis Ohwi: Russlands Ferner Osten bis Sumatra.[3]
- Scirpus maximowiczii C.B.Clarke: Sibirien bis Japan.[3]
- Scirpus melanocaulos Phil.: Chile.[3]
- Scirpus microcarpus J.Presl & C.Presl: Russlands Ferner Osten, Alaska bis westliche und nördliche USA, Baja California.[3]
- Scirpus mitsukurianus Makino: Korea, zentrales und südliches Japan.[3]
- Scirpus molinianus Beetle: Südliches Chile.[3]
- Scirpus orientalis Ohwi: Sibirien bis Japan.[3]
- Scirpus pallidus (Britton) Fernald: Südliches Kanada und USA.[3]
- Scirpus paniculatocorymbosus Kük.: Westliches Sichuan.[3]
- Scirpus ×peckii Britton = Scirpus atrocinctus × Scirpus hattorianus: Südwestliches Québec bis nordöstliche USA.[3]
- Scirpus pedicellatus Fernald: Östliches Kanada bis nördliche und nordöstliche USA.[3]
- Scirpus pendulus Muhl.: Östliches Kanada, USA, Mexiko.[3]
- Scirpus petelotii R.Gross: Laos, Vietnam.[3]
- Scirpus pinguiculus C.B.Clarke: Südliches Afrika.[3]
- Scirpus polyphyllus Vahl: Östliche und zentrale USA.[3]
- Scirpus polystachyus F.Muell.: Südöstliches Queensland bis Victoria.[3]
- Wurzelnde Simse (Scirpus radicans Schkuhr): Europa bis Japan.[3]
- Scirpus reichei Boeck.: Chile.[3]
- Scirpus rosthornii Diels: Östliches Nepal bis Japan.[3]
- Scirpus spegazzinianus Barros: Südliches Argentinien.[3]
- Wald-Simse (Scirpus sylvaticus L.): Europa bis Zentralasien.[3]
- Scirpus ternatanus Reinw. ex Miq.: Tropisches und subtropisches Asien.[3]
- Scirpus trachycaulos Phil.: Chile.[3]
- Scirpus wichurae Boeck.: Östlicher Himalaja bis Japan. Mit zwei Varietäten.[3]

Eine Hybride ist:
- Scirpus celakovskyanus Holub (= Scirpus radicans x Scirpus sylvaticus): Sie kommt in Deutschland in Rheinland-Pfalz, Sachsen, Berlin-Brandenburg und Schleswig-Holstein vor.[4]

Nicht mehr zu dieser Gattung wird gerechnet:
- Scirpus asper J.Presl & C.Presl => Rhodoscirpus asper (J.Presl & C.Presl) Lév.-Bourret, Donadío & J.R.Starr
- Scirpus fohaiensis Tang & F.T.Wang => Schoenoplectiella fohaiensis (Tang & F.T.Wang) Hayas.